# Attaque de Tessit (2025)
Pour les articles homonymes, voir Combat de Tessit.
Guerre du Mali
Batailles
L'attaque de Tessit se déroule le 4 juin 2025 pendant la guerre du Mali. Elle s'achève par la victoire des djihadistes de l'État islamique dans le Grand Sahara qui s'emparent du camp militaire de Tessit.

## Déroulement
Le 4 juin 2025 le camp militaire de Tessit est attaqué dans l'après-midi et pris d'assaut par les djihadistes de l'État islamique dans le Grand Sahara,. Selon RFI, ce camp abrite habituellement des dizaines de militaires maliens et des combattants touaregs du GATIA, tandis que les mercenaires russes du Groupe Wagner mènent régulièrement des opérations dans la zone mais ne sont pas stationnés en permanence à Tessit. 
Selon des sources sécuritaires et civiles locales de RFI font d'importants dégâts dans le camp, puis en repartent avec une grande quantité d'armes et de matériel militaire.

## Pertes
L'armée malienne confirme l'attaque mais ne donne aucun bilan. Elle affirme seulement que « des patrouilles aériennes » ont « violemment frappé » la « colonne terroriste » dans sa « tentative de repli ».
RFI rapporte qu'une quarantaine de soldats maliens ont été tués lors de l'attaque, « selon plusieurs sources locales concordantes ». Le journaliste de France 24 Wassim Nasr fait également état de plus de 40 morts.

## Vidéographie
- [vidéo] Mali : le JNIM continue son offensive et appelle à la "formation d’un gouvernement légitime", France 24, 11 juin 2025.